# 石田義久
石田 義久（いしだ よしひさ、1944年5月19日 - ）は、日本の陸上競技選手。元砲丸投日本記録保持者。メキシコシティオリンピック、ミュンヘンオリンピック日本代表。第2回アジア選手権金メダリスト。

## 来歴
広島県三原市出身。
1962年6月23日、近畿大学附属高等学校に在学中に全国高校近畿地区予選会に出場し、砲丸投で16m69の全国高校新記録を樹立して注目を集める。インターハイでは円盤投で準優勝。
1963年に日本大学進学、大学3年次の1965年第49回日本選手権男子ハンマー投で63m32の記録で優勝。ハンマー投げでは1969年、1972年・1973年にも日本選手権で優勝するなど4回の優勝を飾っている。砲丸投では1964年、1966年・1967年と日本選手権で3度の優勝を果たし、円盤投では1966年の日本選手権で優勝するなど、投擲3種目での日本王者経験を持つマルチ選手でもあった。
1967年に東洋工業に入社すると同年のユニバーシアード東京大会でハンマー投に出場し、64m94で優勝する。
1968年7月、ハンマー投で67m74の日本新記録を作るなど好調だったが、同年のメキシコシティオリンピックでは11位に終わった。
1972年、ハンマー投で日本人として70mの壁を二人目に破る70m54の記録を樹立した。同年、ミュンヘンオリンピック日本代表に選出されハンマー投に出場した。
現役引退後は東洋工業を退社し、東海大学に転じて指導者となり、体育学部競技スポーツ学科専任教授、東海大学陸上競技部監督・部長を務めた。また日本学生陸上競技連合強化委員などの要職を歴任している。近年では日本陸上競技連盟女子委員会でハンマー投・棒高跳の講習会講師をたびたび務めている。
2001年、アジアジュニア選手権日本代表選手団副団長に就任。
2005年、日本学生陸上競技連合功労章を受章。
1967年にマークした砲丸投16m69、1972年にマークしたハンマー投70m54はいまだに広島県記録として残っている。また、ハンマー投の記録に至っては未だに日本歴代5位の地位にある。
ハンマー投げで同時代に覇を競う仲であった室伏重信とは公私共に関係が深い。

## 主な著作
- 『Super陸上　VOL.9「砲丸投」』ソーケン・ネットワーク